# Xian de Suileng
Le xian de Suileng (绥棱县 ; pinyin : Suíléng Xiàn) est un district administratif de la province du Heilongjiang en Chine. Il est placé sous la juridiction de la ville-préfecture de Suihua.

## Démographie
La population du district était de 315 306 habitants en 1999.